# Stolephorus brachycephalus
Stolephorus brachycephalus är en fiskart som beskrevs av Wongratana, 1983. Stolephorus brachycephalus ingår i släktet Stolephorus och familjen Engraulidae. Inga underarter finns listade i Catalogue of Life.